# Eleanor Lambert
Eleanor Lambert (* 10. August 1903 in Crawfordsville, Indiana; † 7. Oktober 2003 in New York City) war eine US-amerikanische Mode-Journalistin. Sie trug den Beinamen „Die letzte Kaiserin Amerikas“ und war für ihre Wertungen in ihrer 1940 kreierten International Best Dressed List gefürchtet. 
Lambert, Tochter eines Zirkusconférenciers, arbeitete sich mühsam zur PR-Frau hoch und förderte Modeschöpfer wie Bill Blass und Oscar de la Renta. Im Zweiten Weltkrieg organisierte sie die erste New York Fashion Week, um die Qualität amerikanischen Designs darzustellen. 1962 gründete sie den Council of Fashion Designers of America (CFDA). Sie starb 2003 im Alter von 100 Jahren in Manhattan.